# گیورگی چاکوتادزه
گیورگی چاکوتادزه (گرجی: გიორგი ჩაკვეტაძე؛ زادهٔ ۲۹ اوت ۱۹۹۹) بازیکن فوتبال اهل گرجستان است.
از باشگاه‌هایی که در آن بازی کرده است می‌توان به باشگاه فوتبال دینامو تفلیس و باشگاه فوتبال خنت اشاره کرد.
وی همچنین در تیم‌های ملی فوتبال زیر ۲۱ سال گرجستان، و گرجستان بازی کرده است.